# Феннер, Джеймс
Джеймс Феннер (англ. James Fenner; 22 января 1771 — 17 апреля 1846) — американский политик, 7-й, 11-й и 17-й губернатор Род-Айленда, сенатор от этого штата, сын 4-го губернатора Артура Феннера.
Феннер родился в Провиденсе 22 января 1771 года в семье, которая числилась среди первых поселенцев штата. Он получил подготовительное классическое образование, поступил в Университет Брауна в 1785 года и окончил его с отличием в 1789 году. Благодаря своему происхождению Феннер с ранних лет участвовал в общественной жизни Род-Айленда и, будучи сторонником Джефферсона, играл важную роль в формировании политики штата. Несколько лет представлял Провиденс в Генаральной Ассамблее штата, а затем был избран в Сенат США (1805—1807). Весной 1807 года он был избран губернатором Род-Айленда и занимал должность до мая 1811. Снова избрался в 1824 году, переизбирался на каждых выборах до 1831.
Во время восстания Дорра поддержал партию закона и порядка и председательствовал на конвенте, который принимал новую Конституцию штата, поддержанную правительством. Феннер выиграл выборы губернатора в 1843 году и занимал должность до 1845 года. Он провёл последний год жизни в своём поместье «What Cheer», где скончался 17 апреля 1846 года, после чего был похоронен с воинскими и гражданскими почестями.
В ноябре 1792 года Феннер женился на Саре Дженкес, дочери Сильвануса и Фрилава Дженкес (Уиппла), родившейся в Провиденсе 12 июня 1773 года; она умерла 24 мая 1844 года. Их детьми были Альмира, Сара, Фрилав и Артур. В 1825 году Феннер получил от Университета Брауна степень доктора права.